# The Truth About Cats & Dogs
The Truth About Cats & Dogs (no Brasil, Feito Cães e Gatos; em Portugal,  Toda a Verdade Sobre Cães e Gatos) é um filme americano do gênero comédia romântica lançado em 1996, dirigido por Michael Lehmann, estrelado por Janeane Garofalo, Uma Thurman, Ben Chaplin e Jamie Foxx, e escrito por Audrey Wells. A trilha sonora original foi composta por Howard Shore. O filme é uma comédia romântica em que duas mulheres namoram o mesmo homem, interrompendo sua amizade.

## Sinopse
Abby Barnes (Janeane Garofalo) é uma veterinária que apresenta um programa de rádio voltado para os donos de animais de estimação. Ela é inteligente, independente, dona de uma bela voz mas não se sente atraente. Um dia, recebe uma ligação de um ouvinte, Brian (Ben Chaplin) que tem problemas com seu cão. Brian logo se encanta pela voz de Abby e os dois marcam um encontro. Mas ela teme em conhecê-lo pessoalmente e pede ajuda a sua amiga e modelo, Noelle (Uma Thurman), atraente mas não muito inteligente. Insegura, Abby convence Noelle a substituí-la no encontro e a partir daí as duas competem pelo mesmo homem.

## Elenco
| Ator/atriz        | Personagem                                            |
| ----------------- | ----------------------------------------------------- |
| Uma Thurman       | Noelle Slusarsky                                      |
| Janeane Garofalo  | Abby Barnes                                           |
| Ben Chaplin       | Brian                                                 |
| Jamie Foxx        | Ed                                                    |
| James McCaffrey   | Roy                                                   |
| Mary Lynn Rajskub | chamada voz feminina da rádio                         |
| David Cross       | chamada voz masculina da rádio, atendente da livraria |
| Bob Odenkirk      | Homem da livraria                                     |

## Temas
Muitos críticos de cinema encontraram semelhança com a peça Cyrano de Bergerac de Edmond Rostand, com Abby como a talentosa, mas "feia" Cyrano, Noelle como Christian e Brian como Roxane.
Uma Thurman disse sobre o tema feia versus bela: "Provavelmente continuamos voltando a essa ideia, porque há toda uma indústria que precisa vender muitos produtos que querem que pensemos que o exterior é a parte importante. Há uma guerra. O interior não é tão comercial quanto o exterior. As pessoas são tão afetadas pela forma como são recebidas no mundo, e algumas ou todas as nossas primeiras experiências são baseadas em como somos julgados externamente. O conflito entre o interno e o externo é uma batalha constante que todos experimentam em vários níveis".

## Recepção

### Crítica
O Metacritic, que usa uma média ponderada, atribuiu ao filme uma pontuação de 64 em 100, baseado em 18 críticos, indicando críticas "geralmente favoráveis". No site agregador de críticas Rotten Tomatoes, 85% das 39 resenhas dos críticos são positivas. O consenso do site declara: "Nítido, espirituoso e encantador, (...) apresenta uma performance de destaque de Janeane Garofalo".
O revisor do Boston Herald nomeou o filme "a comédia romântica da temporada". The Fresno Bee chamou isso de "um encantador excêntrico". Hartford Courant disse: "Este filme faz todo tipo de perguntas sobre as defesas que as pessoas colocam e o que elas realmente escondem por dentro". Muitos críticos criticaram a ideia de que a personagem de Garofalo deveria ser vista como pouco atraente, achando irrealista devido à beleza natural da atriz.
Embora o filme tenha sido um sucesso comercial decente, nos últimos anos Garofalo não se orgulhava do filme, dizendo...
| “ | Eu acho que é soft e brega, e a trilha sonora faz você querer vomitar, e todo mundo está vestido com roupas da Banana Republic. O roteiro original e a intenção original eram muito diferentes do que era quando se tornou um filme comercial de estúdio. Originalmente, era para ser um filme independente de baixo orçamento, onde haveria muito mais complexidade para todos os personagens, e Abby e o cara não acabam juntos no final". | ” |

Vários anos após o lançamento do filme, Garofalo tornou-se uma apresentadora de um programa de rádio — quando co-organizou o The Majority Report na Air America Radio.

### Bilheteria
O filme recuperou seu orçamento. Ele arrecadou cerca de US$34,073,143 nos Estados Unidos até 11 de agosto de 1996, e um pouco mais no exterior.

## Trilha sonora
O álbum com a trilha sonora foi produzido por Howard Shore e lançado em 2 de abril de 1996 pela A&M Records.

## Faixas
| N.º | Título                      | Compositor(es)                            | Artista           | Duração |  |
| 1.  | "For Once in My Life"       | Ron Miller, Orlando Murden                | Dionne Farris     | 3:24    |  |
| 2.  | "Caramel"                   | Suzanne Vega                              | Suzanne Vega      | 2:55    |  |
| 3.  | "Bed's Too Big Without You" | Sting                                     | Sting             | 6:04    |  |
| 4.  | "Angel Mine"                | Margo Timmins, Michael Timmins            | Cowboy Junkies    | 4:00    |  |
| 5.  | "This Road"                 | Chris Difford, Glenn Tilbrook             | Squeeze           | 3:12    |  |
| 6.  | "Give It Everything"        | Al Green, David Steele                    | Al Green          | 4:58    |  |
| 7.  | "I Can't Imagine"           | Steve Lindsey, Aaron Neville, Brock Walsh | Aaron Neville     | 3:58    |  |
| 8.  | "Run-Around"                | John Popper                               | Blues Traveler    | 4:40    |  |
| 9.  | "Well I Lied"               | Kevin Hayes                               | Robert Cray Band  | 2:50    |  |
| 10. | "Where Do I Begin"          | Jimmy Rip, Jill Sobule                    | Jill Sobule       | 2:40    |  |
| 11. | "You Do Something to Me"    | Paul Weller                               | Paul Weller       | 3:38    |  |
| 12. | "World Keeps Spinning"      | Jan Kincaid                               | Brand New Heavies | 4:58    |  |
| 13. | "Bad Idea"                  | Ben Folds, Darren Jessee, Robert Sledge   | Ben Folds Five    | 1:55    |  |
| 14. | "Cats & Dogs"               | Howard Shore                              | Howard Shore      | 2:03    |  |